# Gorguja
Gorguja es una localidad y pedanía española perteneciente al municipio de Llivia, en la provincia de Gerona, comunidad autónoma de Cataluña. Se sitúa al norte de la sierra de Palau, cerca de la frontera con Francia.

## Demografía
Según el Instituto Nacional de Estadística de España, en el año 2022 Gorguja contaba con 25 habitantes censados.